# 한국농림기상학회
한국농림기상학회(Korean Society of Agricultural and Forest Meteorology)는 농업기상학 및 산림기상학 전반에 관한 이론과 기술의 연구와 그 응용을 촉진 및 보급시키며, 학술과 사업을 연계시키고, 나아가 국가 식량 안보 및 국토보전에 기여함을 목적으로 1999년 5월 14일 설립허가된 대한민국 농림수산식품부 소관의 사단법인이다. 사무실은 경기도 용인시 기흥구 서천동 1번지 경희대학교 생명과학대학 212호에 있다.

## 주요 사업
- 학술발표회, 강연회, 토론회 개최
- 학술지, 기술정보지 및 도서의 간행
- 농업 및 산림기상에 관한 지식보급 및 정보교환
- 학술 연구의 장려 및 표창
- 학계와 산업계간의 유대강화
- 회원 상호간의 친목도모
- 기타 본 회의 목적달성을 위해 필요한 사업

## 주요 활동
경지미기후, 국지기후, 농업기후개조, 삼림기상, 식물 병해충, 환경계측, 생태모형, 영농 활용, 수문기상, 농업원격탐사 등 10개의 전문 분과에서 학술 활동을 펼치고 있으며, 연 4회 한국농림기상학회지 발간과 연2회 학술발표회를 통해 연구결과를 발표하고 있다.

## 발행물

### 한국농림기상학회지
한국농림기상학회에서 발행하며 계간의 발행주기를 가지고 있다.
- ISSN : 1229-5671(Print)
- ISSN : 2288-1859(Online)
- DB구축현황 : 61권, 468건(2014년 9월 기준)

### 한국농림기상학회 학술대회논문집
한국농림기상학회에서 발행하며 연간의 발행주기를 가지고 있다.
- 연간, DB구축현황 : 4권, 156건(2005년 기준)